# Cornelis de Bruijn

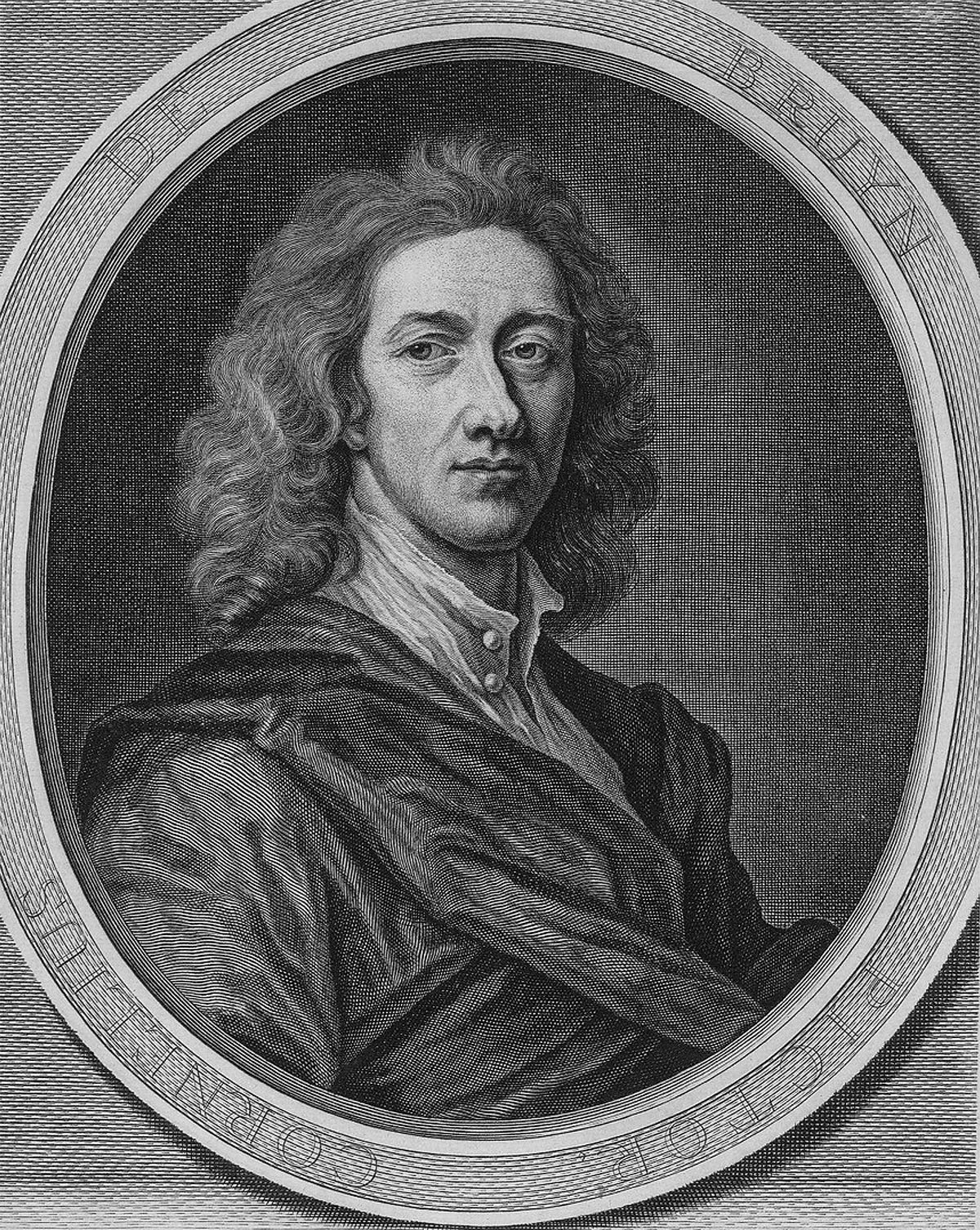
Kopparstick av Cornelis de Bruijn ur Reizen van Cornelis de Bruyn door de vermaardste Deelen van Klein Asia" (1698)

Cornelis de Bruijn, född 1652 i Haag och död omkring 1727 i Utrecht, var en holländsk konstnär och reseskildrare.
De Bruijn levde flera år i Italien och gjorde två större resor i Östra Europa, Asien och Egyten. Han gjorde över 200 teckningar vid första och ytterligare över 300 teckningar vid den andra resan, teckningar som han sedan gav ut som kopparstick. Han utgav två större planchverk, ett 1698 och ett 1711. Dessutom utförde han även porträttmålningar, bland annat av Peter den Store.